# Pierre Louis Dulong

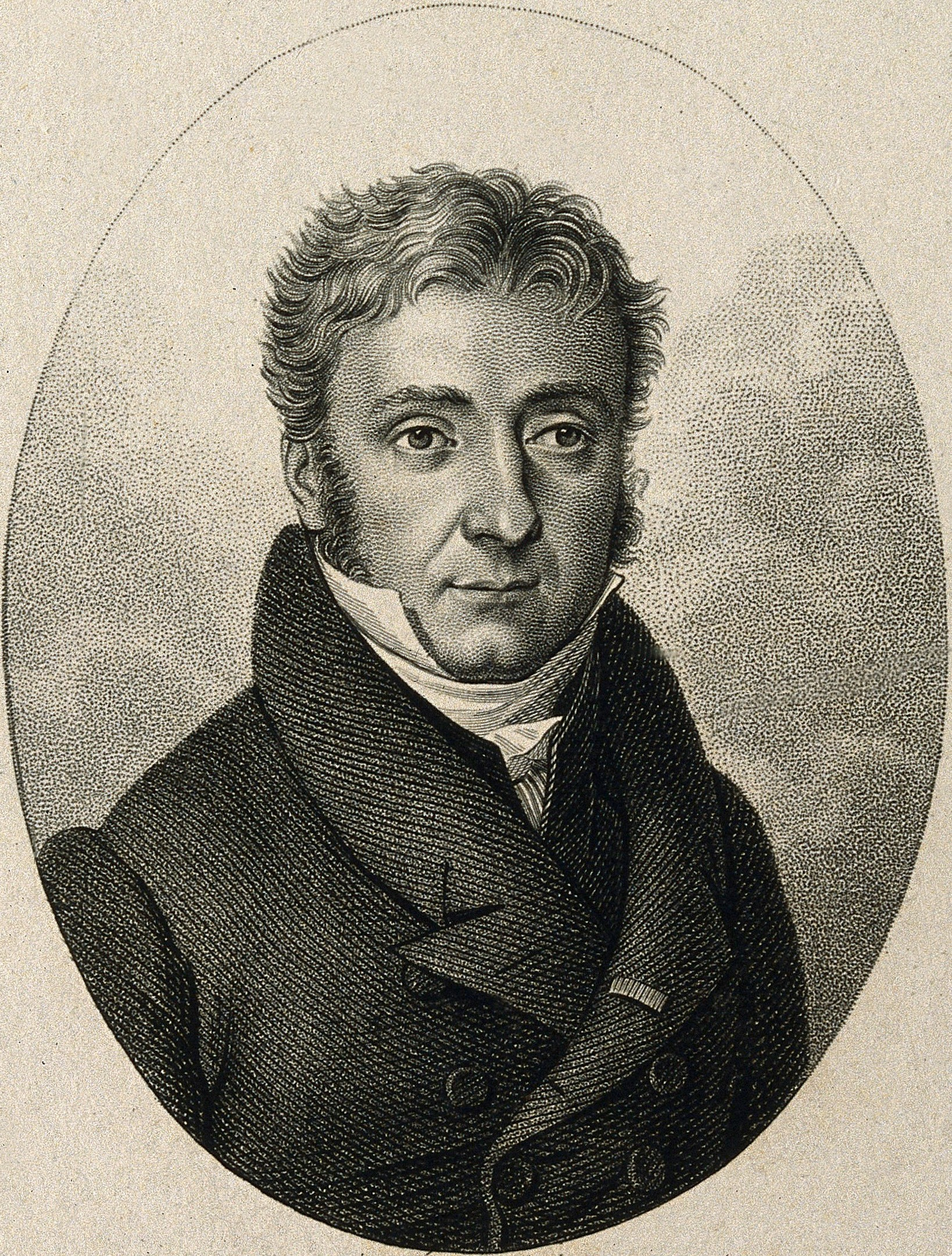
Pierre Louis Dulong

Pierre Louis Dulong (* 12. Februar 1785 in Rouen; † 19. Juli 1838 in Paris) war ein französischer Mediziner, Physiker und Chemiker.

## Leben
Er verlor, als Einzelkind, beide Eltern im Alter von 4 Jahren. Als wohlsituierter Vollwaise wurde er von seiner Tante in Auxerre aufgenommen. Er besuchte die höhere Schule in Auxerre und dann das Lycée Corneille in Rouen  bevor er 1801 die Aufnahmeprüfung an der École polytechnique in Paris bestand.
Zunächst wollte er dort Schiffstechnik studieren, belegte aber dann in Ermangelung eines Studienplatzes die Artillerie-Schule. Gesundheitliche Schwächen zwangen ihn aber, die Artillerie-Schule vor dem Ende des zweiten Jahres zu verlassen. P.L. Dulong belegte dann an der École polytechnique in Paris Physik und Chemie.
Er begann das Studium der Humanmedizin, studierte und arbeitete als Arzt für einige Zeit in einem Armenviertel in Paris, dem Faubourg Saint-Marceau. Er wendet sich dann den Naturwissenschaften wie etwa der Botanik zu, wird Mitarbeiter im Chemielaboratorium von Claude-Louis Berthollet (1748–1822), wo er u. a. über die Löslichkeit von Salzen arbeitet.
P.L. Dulong lernte auch die ungeheure Explosivität des Stickstofftrichlorids (NCl3)  kennen, im Jahre 1812 verliert er zwei Finger und ein Auge bei einem seiner Experimente.
1820 wurde er dann Professor an der École Polytechnique und 1830 zum Studiendirektor ernannt.
Seit 1823 war er Mitglied der Académie des sciences und wurde 1832 deren ständiger Sekretär.
Ab Juli 1807 wurde er in den Mémoires de Physique et de Chimie de la Société d’Arcueil als Mitglied der Société d’Arcueil erwähnt. 1826 wurde er Fellow der Royal Society of London und 1836 Ehrenmitglied (Honorary Fellow) der Royal Society of Edinburgh. 1827 wurde er zum korrespondierenden Mitglied der Preußischen Akademie der Wissenschaften gewählt.
Er ist namentlich auf dem Eiffelturm verewigt, siehe: Die 72 Namen auf dem Eiffelturm.
Pierre Louis Dulong starb am 19. Juli 1838 in Paris.

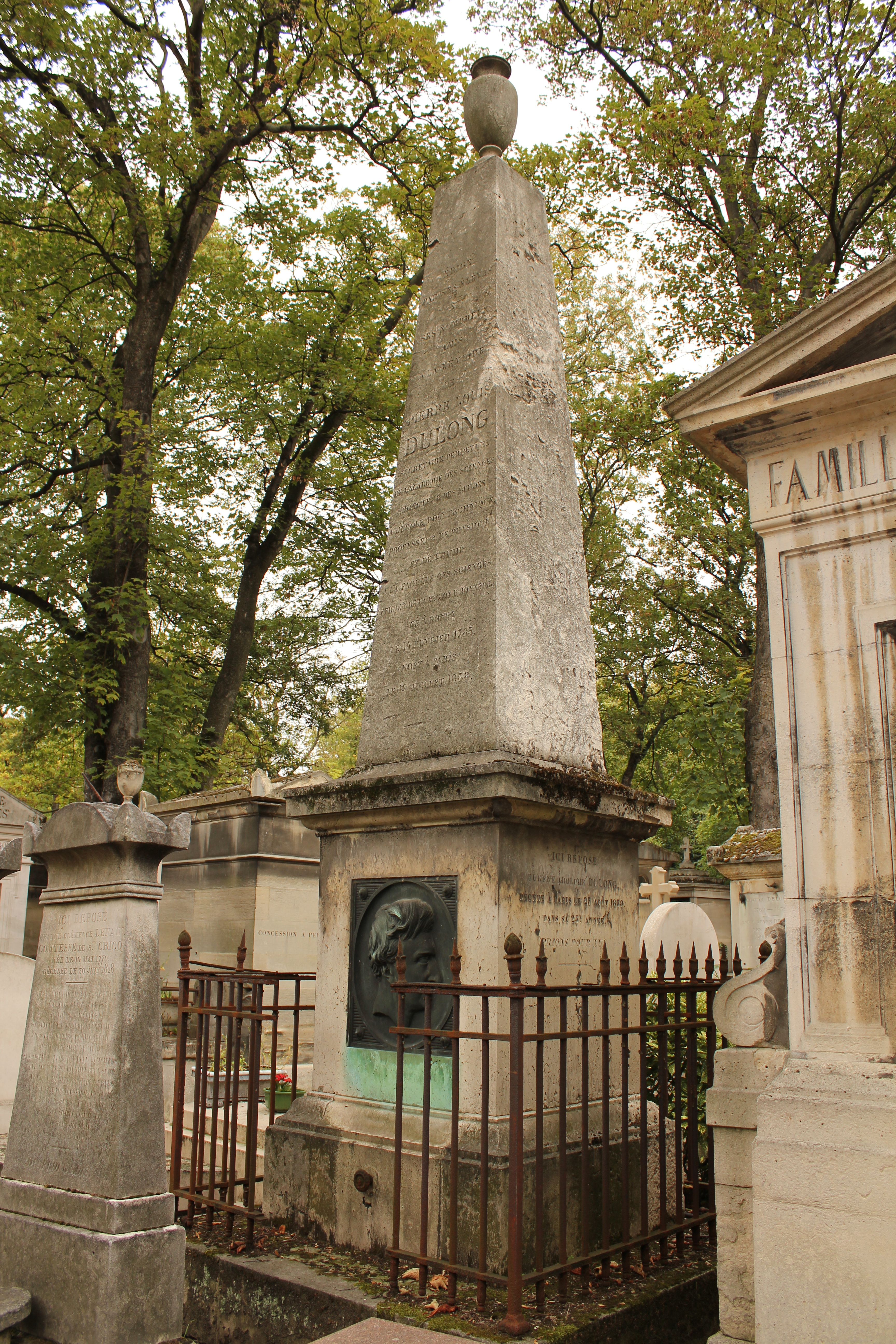
Grabstätte des Pierre Louis Dulongs auf dem Pariser Friedhof Père-Lachaise

## Wissenschaftliche Leistungen
P.L.Dulong ist am bekanntesten durch das nach ihm mitbenannte Dulong-Petit-Regel, das die spezifische Wärmekapazität von Feststoffen, z. B. Metallen  mit ihrer molaren Masse verknüpft. Dass es sich dabei um eine Regel handelt, sieht man daran, dass es Abweichungen vor allem bei Elementen mit geringerer Atommasse und bei tieferen Temperaturen gibt.
Diese Entdeckung machte er zusammen mit Alexis Thérèse Petit (1791–1820). Beide entdeckten im Jahre 1818/1819 das Gesetz von der Konstanz der Atomwärmen (siehe auch Chemie in der Neuzeit).
Das Produkt aus spezifischer Wärme und Atommasse fester Elemente ist nahezu konstant und beträgt im Mittel 6,2 cal:
Atommasse • spezifische Wärme = Atomwärme ≈ 6,2 cal (25,9408 Joule)
Aus diesem Zusammenhang lässt sich die ungefähre Atommasse fester Körper bestimmen aufgrund der Abschätzung Atommasse ≈ 6,2/spez. Wärme. Die Bestimmung ist nicht sehr exakt, da der Wert 6,2 nur einen Mittelwert darstellt.
Zeitgenössische Theorien erklären diesen Zusammenhang wie folgt:
Die Bewegungsmöglichkeiten der Atome eines festen Körpers sind begrenzt und erfolgen in elastischen Schwingungen um bestimmte Schwerpunktslagen im Kristallgitter. So gibt es formal nur drei Freiheitsgrade oder Bewegungsmöglichkeiten in einem dreidimensionalen Raum. Aus energetischer Sicht zählt aber jeder Freiheitsgrad zweifach, da nicht nur kinetische Energie (beim Schwingen der Atome), sondern auch potentielle Energie gespeichert wird.
Zum Erwärmen einer definierten Menge eines festen Körpers um 1 °C bei konstantem Volumen ist die Wärmemenge Cv (oder Atomwärme bei konstantem Volumen) von:
3R ≈ 5,96 cal pro Mol des Elementes nötig (siehe hierzu auch Thermische Zustandsgleichung idealer Gase). Hierbei ist R die universelle Gaskonstante.
Auch beschäftigte er sich mit der Strukturaufklärung des Stickstofftrichlorids (1811), wobei er durch die Explosionen dieser gefährlichen Verbindung ein Auge und zwei Finger verlor. Auch gelang ihm die Synthese von Phosphinsäure (1816).
Im Jahr 1815, fast gleichzeitig mit Humphry Davy (1778–1829), schlug er die Wasserstofftheorie der Säuren (siehe auch Säure-Base-Konzepte) vor.

## Werke
- Dulong, P.L.: Recherches sur la décomposition mutuelle des sels insolubles et des sels solubles. Annales de Chimie, t. LXXXII
- Dulong, P.L.: Mémoire sur une nouvelle matière détonante (Mémoires de la Société d’Arcueil, t. III) ;
- Dulong, P.L.: Recherches sur les lois de la dilatation des solides, des liquides et des fluides élastiques, et sur la mesure exacte des températures. Annales de Chimie et de Physique, t. II
- Dulong, P.L.: Observations sur quelques combinaisons de l’azote et de l’oxygène (ibid.) ;
- Dulong, P.L.: Mémoire sur les combinaisons du phosphore avec l’oxygène (Mémoires de la Société d’Arcueil, t. III) ;
- Dulong, P.L.: Recherches sur la mesure des températures et sur les lois de la communication de la chaleur. Annales de Chimie et de Physique, t. VIl
- Dulong, P.L.: Recherches sur quelques points importants de la théorie de la chaleur. (ibid., t. X) ;
- Dulong, P.L.: Nouvelle détermination des proportions de l’eau et de la densité de quelques fluides élastiques. (ibid.,t. XV) ;
- Dulong, P.L.: Notes sur la propriété que possèdent quelques métaux de faciliter la combinaison des fluides élastiques. (Mémoires de l’Institut, t. V) ;
- Dulong, P.L.: Recherches sur les pouvoirs réfringents des fluides élastiques (ibid., t. X) ;
- Dulong, P.L.: Recherches sur la force élastique de la vapeur d’eau (ibid., t. X) ;
- Dulong, P.L.: Rapport, fait le 9 janvier 1832, avec MM. Arago, Prony et Cordier, sur un Mémoire relatif aux appareils producteurs de la vapeur, lu à l’Académie des Sciences, par le baron Seguier; Paris, 1832, in-8°